# Władimir Biełow (morderca)
Władimir Borisowicz Biełow ros. Владимир Борисович Белов (ur. 1972 w Moskwie) – rosyjski seryjny morderca zwany Chowryńskim Maniakiem. W latach 2001–2002 zamordował co najmniej sześć osób.

## Zabójstwa
Po raz pierwszy trafił do więzienia we wczesnej młodości, skazany za kradzież. Wkrótce po wyjściu na wolność w 1991 dokonał kolejnego napadu, mordując swoją ofiarę. 4 lutego 1993 po raz kolejny stanął przed sądem i został skazany na karę 15 lat pozbawienia wolności. Karę odbywał w kolonii karnej w Uljanowsku, gdzie poznał swojego przyszłego wspólnika Siergieja Aleksandrowicza Szabanowa. W 2001 Biełow otrzymał zwolnienie warunkowe, kilka lat wcześniej więzienie opuścił Szabanow.
W październiku 2001 Biełow z Szabanowem dokonali napadu rabunkowego na handlowca Aleksandra Czeremisowa, którego pobili i zastrzelili. Dwa miesiące później Biełow zabił młodą kobietę wracającą z pracy. Zamordowanej zabrał torebkę, pieniądze i tort, który niosła do domu. W styczniu 2002 obaj przestępcy zamordowali obywatelkę Austrii, której ukradli torebkę. Miesiąc później dokonali kolejnego napadu, zabierając zaatakowanej kobiecie 100 rubli i telefon komórkowy. Tym razem ofiara przeżyła napad i pomogła milicji stworzyć portret pamięciowy jednego z napastników. Portret zaprezentowano w lokalnej telewizji, a także na plakatach rozwieszonych w Moskwie. Nie udało się jednak trafić na ślad napastnika.
W lutym 2002 Biełow z Szabanowem dokonali dwóch zabójstw i jednej nieudanej próby zabójstwa. Młoda kobieta, uderzona przez Biełowa kijem bejsbolowym udawała martwą i pozwoliła uciec napastnikowi. Poczucie bezkarności sprawiło, że napastnicy przyjeżdżali na miejsce zbrodni samochodem, nie obawiając się, że ktoś rozpozna jego numery rejestracyjne. W lutym 2002 specjalna grupa operacyjna „Koptewo” poszukująca Chowryńskiego Maniaka rozpoznała Władimira Biełowa w portrecie pamięciowym, sporządzonym przez jedną z jego ofiar.

## Proces i wyrok
Pierwsza próba aresztowania Biełowa przez milicjantów zakończyła się niepowodzeniem. Biełow wyskoczył z okna i odjechał samochodem Opel, którego używał do popełniania przestępstw. Kilka dni później został ujęty przez milicję, w tym dniu także aresztowano Szabanowa. W czasie śledztwa Biełow przyznał się do stawianych mu zarzutów i zapowiedział, że po wyjściu na wolność będzie kontynuował swoją działalność przestępczą. Według ustaleń śledczych Biełow mógł mieć na koncie 80 ofiar, ale w toku procesu sądowego udowodniono mu dokonanie 6 zabójstw. W grudniu 2003 sąd skazał Szabanowa na 21 lat więzienia, a Biełowa na karę dożywotniego pozbawienia wolności. Od 2009 Biełow odbywa karę w kolonii karnej Czarny Birkut.